# Delmenhorst-Harpstedter Eisenbahn
| Streckennummer: | 9150                 |                                                  |                                                  |
| Kursbuchstrecke (DB): | 211h (1958)          |                                                  |                                                  |
| Kursbuchstrecke: | 220k (1946)          |                                                  |                                                  |
| Streckenlänge: | 26 km                |                                                  |                                                  |
| Spurweite: | 1435 mm (Normalspur) |                                                  |                                                  |
| |                      |                                                  |                                                  |
| \| \| \| Bahnstrecke Bremen–Oldenburg \| \| \| \| 1,068 \| von Lemwerder \| von Lemwerder \| \| \| \| \| \| \| \| \| von Delmenhorst Pbf \| bis 1970 \| \| \| \| Bremer Straße \| \| \| \| \| CSM, ehemals Meistermarken \| \| \| \| \| CSM, ehemals Meistermarken \| \| \| \| 0,950 \| Delmenhorst Süd \| Delmenhorst Süd \| \| \| 1,060 \| Stumpfgleis (bis 17. Oktober 2015) \| Stumpfgleis (bis 17. Oktober 2015) \| \| \| \| Hoyersgraben \| \| \| \| 2,050 \| Hasporterdamm Richtung Delmenhorst Süd \| Hasporterdamm Richtung Delmenhorst Süd \| \| \| 2,100 \| ehemaliger Bauhof Delmenhorst \| ehemaliger Bauhof Delmenhorst \| \| \| 2,100 \| Hasporter Damm \| Hasporter Damm \| \| \| 2,150 \| Hasporterdamm Richtung Harpstedt \| Hasporterdamm Richtung Harpstedt \| \| \| \| ehemaliger Bauhof Delmenhorst \| \| \| \| \| Am Stadion \| \| \| \| 2,800 \| A28 \| A28 \| \| \| \| Riedeweg \| \| \| \| \| Annenriede („Affenkäfig“) \| \| \| \| 3,740 \| Kaserne Adelheide \| 4,5 km \| \| \| 3,770 \| Annenheider Str. \| Annenheider Str. \| \| \| 3,800 \| Annenheide \| Annenheide \| \| \| 3,860 \| Papierfabrik Klingele (bis Oktober 2017) \| Papierfabrik Klingele (bis Oktober 2017) \| \| \| 4,030 \| Papierfabrik Klingele \| Papierfabrik Klingele \| \| \| 4,450 \| Holzhandlung Poppe, ehem. Algostat \| Holzhandlung Poppe, ehem. Algostat \| \| \| 4,650 \| ADG (Abfallwirtschaft Delmenhorst), ehem. Hadler \| ADG (Abfallwirtschaft Delmenhorst), ehem. Hadler \| \| \| 4,675 \| Firma Wollert GmbH (bis März 2017) \| Firma Wollert GmbH (bis März 2017) \| \| \| 4,915 \| Wasserzug am Albertushof \| Wasserzug am Albertushof \| \| \| 5,015 \| Dünsener Bach \| Dünsener Bach \| \| \| 6,550 \| Stelle (b Groß Mackenstedt) \| Stelle (b Groß Mackenstedt) \| \| \| 7,475 \| A1 \| A1 \| \| \| 8,300 \| zur Firma FIT \| zur Firma FIT \| \| \| 8,560 \| zur Firma FIT \| zur Firma FIT \| \| \| 8,600 \| Groß Mackenstedt \| Groß Mackenstedt \| \| \| 8,900 \| K110 \| K110 \| \| \| 10,470 \| Heiligenrode \| Heiligenrode \| \| \| 10,900 \| K110 \| K110 \| \| \| 12,450 \| Bürstel „Schullandheim Gerdshütte“ \| Bürstel „Schullandheim Gerdshütte“ \| \| \| 13,850 \| Stumpfgleis \| Stumpfgleis \| \| \| 13,915 \| Kirchseelte \| Kirchseelte \| \| \| 17,275 \| Groß Ippener \| Groß Ippener \| \| \| 20,050 \| Dünsen \| Dünsen \| \| \| \| Lokschuppen der DHEF e. V. \| \| \| \| \| Raiffeisen-Warengenossenschaft \| \| \| \| 22,470 \| Harpstedt \| Harpstedt \| |                      |                                                  |                                                  |
| Abzweig quer und von links |                      | Bahnstrecke Bremen–Oldenburg                     | Bahnstrecke Bremen–Oldenburg                     |
| Abzweig geradeaus und ehemals von rechts | 1,068                | von Lemwerder                                    | von Lemwerder                                    |
| Kilometer-Wechsel |                      |                                                  |                                                  |
| Abzweig geradeaus und ehemals von rechts |                      | von Delmenhorst Pbf                              | bis 1970                                         |
| Bahnübergang |                      | Bremer Straße                                    | Bremer Straße                                    |
| Abzweig geradeaus und nach links |                      | CSM, ehemals Meistermarken                       | CSM, ehemals Meistermarken                       |
| Abzweig geradeaus und von links |                      | CSM, ehemals Meistermarken                       | CSM, ehemals Meistermarken                       |
| Bahnhof | 0,950                | Delmenhorst Süd                                  | Delmenhorst Süd                                  |
| Abzweig geradeaus und ehemals von rechts | 1,060                | Stumpfgleis (bis 17. Oktober 2015)               | Stumpfgleis (bis 17. Oktober 2015)               |
| Brücke über Wasserlauf |                      | Hoyersgraben                                     | Hoyersgraben                                     |
| Haltepunkt / Haltestelle | 2,050                | Hasporterdamm Richtung Delmenhorst Süd           | Hasporterdamm Richtung Delmenhorst Süd           |
| Abzweig geradeaus und ehemals nach links | 2,100                | ehemaliger Bauhof Delmenhorst                    | ehemaliger Bauhof Delmenhorst                    |
| Bahnübergang | 2,100                | Hasporter Damm                                   | Hasporter Damm                                   |
| Haltepunkt / Haltestelle | 2,150                | Hasporterdamm Richtung Harpstedt                 | Hasporterdamm Richtung Harpstedt                 |
| Abzweig geradeaus und ehemals von links |                      | ehemaliger Bauhof Delmenhorst                    | ehemaliger Bauhof Delmenhorst                    |
| Bahnübergang |                      | Am Stadion                                       | Am Stadion                                       |
| Strecke mit Straßenbrücke | 2,800                | A28                                              | A28                                              |
| Bahnübergang |                      | Riedeweg                                         | Riedeweg                                         |
| Brücke über Wasserlauf |                      | Annenriede („Affenkäfig“)                        | Annenriede („Affenkäfig“)                        |
| Abzweig geradeaus und von rechts | 3,740                | Kaserne Adelheide                                | 4,5 km                                           |
| Bahnübergang | 3,770                | Annenheider Str.                                 | Annenheider Str.                                 |
| Bahnhof | 3,800                | Annenheide                                       | Annenheide                                       |
| Abzweig geradeaus und ehemals nach links | 3,860                | Papierfabrik Klingele (bis Oktober 2017)         | Papierfabrik Klingele (bis Oktober 2017)         |
| Abzweig geradeaus und ehemals nach links | 4,030                | Papierfabrik Klingele                            | Papierfabrik Klingele                            |
| Abzweig geradeaus und ehemals nach links | 4,450                | Holzhandlung Poppe, ehem. Algostat               | Holzhandlung Poppe, ehem. Algostat               |
| Abzweig geradeaus und ehemals nach rechts | 4,650                | ADG (Abfallwirtschaft Delmenhorst), ehem. Hadler | ADG (Abfallwirtschaft Delmenhorst), ehem. Hadler |
| Abzweig geradeaus und ehemals nach links | 4,675                | Firma Wollert GmbH (bis März 2017)               | Firma Wollert GmbH (bis März 2017)               |
| Brücke über Wasserlauf | 4,915                | Wasserzug am Albertushof                         | Wasserzug am Albertushof                         |
| Brücke über Wasserlauf | 5,015                | Dünsener Bach                                    | Dünsener Bach                                    |
| Haltepunkt / Haltestelle | 6,550                | Stelle (b Groß Mackenstedt)                      | Stelle (b Groß Mackenstedt)                      |
| Strecke mit Straßenbrücke | 7,475                | A1                                               | A1                                               |
| Abzweig geradeaus und nach links | 8,300                | zur Firma FIT                                    | zur Firma FIT                                    |
| Abzweig geradeaus und von links | 8,560                | zur Firma FIT                                    | zur Firma FIT                                    |
| Bahnhof | 8,600                | Groß Mackenstedt                                 | Groß Mackenstedt                                 |
| Bahnübergang | 8,900                | K110                                             | K110                                             |
| Bahnhof | 10,470               | Heiligenrode                                     | Heiligenrode                                     |
| Bahnübergang | 10,900               | K110                                             | K110                                             |
| ehemaliger Haltepunkt / Haltestelle | 12,450               | Bürstel „Schullandheim Gerdshütte“               | Bürstel „Schullandheim Gerdshütte“               |
| Abzweig geradeaus und ehemals von links | 13,850               | Stumpfgleis                                      | Stumpfgleis                                      |
| Bahnhof | 13,915               | Kirchseelte                                      | Kirchseelte                                      |
| Haltepunkt / Haltestelle | 17,275               | Groß Ippener                                     | Groß Ippener                                     |
| Haltepunkt / Haltestelle | 20,050               | Dünsen                                           | Dünsen                                           |
| Abzweig geradeaus und nach rechts |                      | Lokschuppen der DHEF e. V.                       | Lokschuppen der DHEF e. V.                       |
| Abzweig geradeaus und nach rechts |                      | Raiffeisen-Warengenossenschaft                   | Raiffeisen-Warengenossenschaft                   |
| Kopfbahnhof Streckenende | 22,470               | Harpstedt                                        | Harpstedt                                        |

| Streckennummer: | 9157                 |                                                      |                                                      |
| Streckenlänge: | 4,5 km               |                                                      |                                                      |
| Spurweite: | 1435 mm (Normalspur) |                                                      |                                                      |
| |                      |                                                      |                                                      |
| \| \| \| Bahnstrecke Delmenhorst–Harpstedt \| \| \| \| Delmenhorster Korkfabrik \| \| \| \| Landmaschinen Rowedder \| \| \| \| Brendelweg \| \| \| \| Additiv Chemie Luers \| \| \| \| DACHSER-Lager, ehem. DHL; Movex Sonderposten \| \| \| \| DACHSER, ehem. DHL Supply Chain; Danzas; FedEx \| \| \| \| DACHSER, ehem. DHL Supply Chain; Danzas; FedEx \| \| \| \| Albertusweg \| \| \| \| Stumpfgleis (bis Dezember 2016) \| \| \| \| Annenriede \| \| \| \| Landw. Bezugsgenossenschaft \| \| \| \| L776 Adelheider Straße \| \| \| \| Delmetal-Kaserne, ehem. Feldwebel-Lilienthal-Kaserne \| |                      |                                                      |                                                      |
| Abzweig quer und von links |                      | Bahnstrecke Delmenhorst–Harpstedt                    | Bahnstrecke Delmenhorst–Harpstedt                    |
| Abzweig geradeaus und ehemals nach rechts |                      | Delmenhorster Korkfabrik                             | Delmenhorster Korkfabrik                             |
| Abzweig geradeaus und ehemals nach links |                      | Landmaschinen Rowedder                               | Landmaschinen Rowedder                               |
| Bahnübergang |                      | Brendelweg                                           | Brendelweg                                           |
| Abzweig geradeaus und von rechts |                      | Additiv Chemie Luers                                 | Additiv Chemie Luers                                 |
| Abzweig geradeaus und von links |                      | DACHSER-Lager, ehem. DHL; Movex Sonderposten         | DACHSER-Lager, ehem. DHL; Movex Sonderposten         |
| Abzweig geradeaus und nach links |                      | DACHSER, ehem. DHL Supply Chain; Danzas; FedEx       | DACHSER, ehem. DHL Supply Chain; Danzas; FedEx       |
| Abzweig geradeaus und von links |                      | DACHSER, ehem. DHL Supply Chain; Danzas; FedEx       | DACHSER, ehem. DHL Supply Chain; Danzas; FedEx       |
| Bahnübergang |                      | Albertusweg                                          | Albertusweg                                          |
| Abzweig geradeaus und ehemals von links |                      | Stumpfgleis (bis Dezember 2016)                      | Stumpfgleis (bis Dezember 2016)                      |
| Brücke über Wasserlauf |                      | Annenriede                                           | Annenriede                                           |
| Abzweig geradeaus und ehemals nach rechts |                      | Landw. Bezugsgenossenschaft                          | Landw. Bezugsgenossenschaft                          |
| Bahnübergang |                      | L776 Adelheider Straße                               | L776 Adelheider Straße                               |
| Betriebsstelle Streckenende |                      | Delmetal-Kaserne, ehem. Feldwebel-Lilienthal-Kaserne | Delmetal-Kaserne, ehem. Feldwebel-Lilienthal-Kaserne |

Die Delmenhorst-Harpstedter Eisenbahn GmbH (DHE) betreibt im Stadtgebiet Delmenhorst sowie in den Landkreisen Diepholz und Oldenburg eine normalspurige Eisenbahn von 23 km Länge.

## Geschichte
Die Gesellschaft wurde als Kleinbahn Delmenhorst-Harpstedt GmbH mit Sitz in Harpstedt von den Ländern Preußen und Oldenburg, der Provinz Hannover sowie der Stadt Delmenhorst nebst sechs Landgemeinden gegründet. Sie eröffnete ihre Stammstrecke am 6. Juni 1912. Seit 1951 wird die heutige Firma geführt. Gesellschafter sind seit 1985 die Stadt Delmenhorst, der Landkreis Oldenburg sowie die Gemeinden Harpstedt, Stuhr, Kirchseelte und Dünsen. Von 1922 bis 1959 war Betriebsführer das Landeskleinbahnamt Hannover.
Der Personenverkehr wurde am 23. September 1967 eingestellt und durch den eigenen Omnibusbetrieb übernommen, der 1949 für den Linienverkehr eröffnet worden war.
Von 1998 bis 2014 betrieb die DHE auch die Nebenbahn Delmenhorst–Lemwerder. Diese war noch für die Großherzoglich Oldenburgischen Staatseisenbahnen konzessioniert, aber am 1. November 1922 von der Deutschen Reichsbahn eröffnet und bis 27. Mai 1962 von Personenzügen befahren worden. Als die Deutsche Bundesbahn auch den Güterverkehr aufgeben wollte, erwarben die Stadt Delmenhorst und die Gemeinde Lemwerder im Landkreis Wesermarsch 1999 die Infrastruktur der Strecke. Die Anschlussbahn wurde 2015 stillgelegt.
Die DHE betreibt in Delmenhorst das 1935 von der Wehrmacht erbaute Anschlussgleis (Streckennummer 9157) Annenheide-Adelheide (4,5 km), das jetzt der Bundesanstalt für Immobilienaufgaben (ehem. Bundesvermögensstelle) gehört.
Die DHE gehört dem Verkehrsverbund Bremen-Niedersachsen (VBN) an, sowie dem Eisenbahnnetzwerk Bremen-Niedersachsen (EBN), einer am 1. Juli 2001 von fünf privaten Eisenbahnverkehrsunternehmen (EVU) gegründeten Arbeitsgemeinschaft im nordwestlichen Niedersachsen. Die DHE ist Gründungsmitglied. Mit Stand vom 1. August 2013 besteht die Kooperation aus elf EVU.

## Museumseisenbahn Jan Harpstedt
Von Harpstedt aus veranstalten die Delmenhorst-Harpstedter Eisenbahnfreunde e. V. (DHEF) seit der Gründung des Vereins am 20. Februar 1976 an mehreren Wochenenden im Sommerhalbjahr Fahrten des Museumszugs „Jan Harpstedt“ nach Delmenhorst. Gegenwärtig verkehren auch in der Vorweihnachtszeit und vereinzelt in den Wintermonaten des neuen Jahres Museumszüge. Bis Dezember 2009 wurden auch Fahrten nach Lemwerder durchgeführt. Seit 2010 ist die „Historische Kleinbahn Jan Harpstedt“ Station 2 der Route der Industriekultur im Nordwesten und damit Teil der Europäischen Route der Industriekultur
An den Betriebstagen werden vor allem zwei Schienenfahrzeuge eingesetzt: die Dampflokomotive 2 und der mit Diesel betriebene Triebwagen T 121. Lok 2 wurde von der Firma Krupp 1955 gebaut und gehört dem Typ 3437 an. Triebwagen T 121 wurde 1940 von der WUMAG gebaut und wurde von der DHE für den Museumsbahnbetrieb zur Verfügung gestellt, seit 2023 ist er Eigentum der DHEF.
Zu besonderen Anlässen (dies war z. B. beim 100. Jubiläum der Gründung der DHE am 6. Juni 2012 der Fall) sind auf der Strecke der Kleinbahn auch Museumszüge befreundeter Eisenbahnvereine im Einsatz.

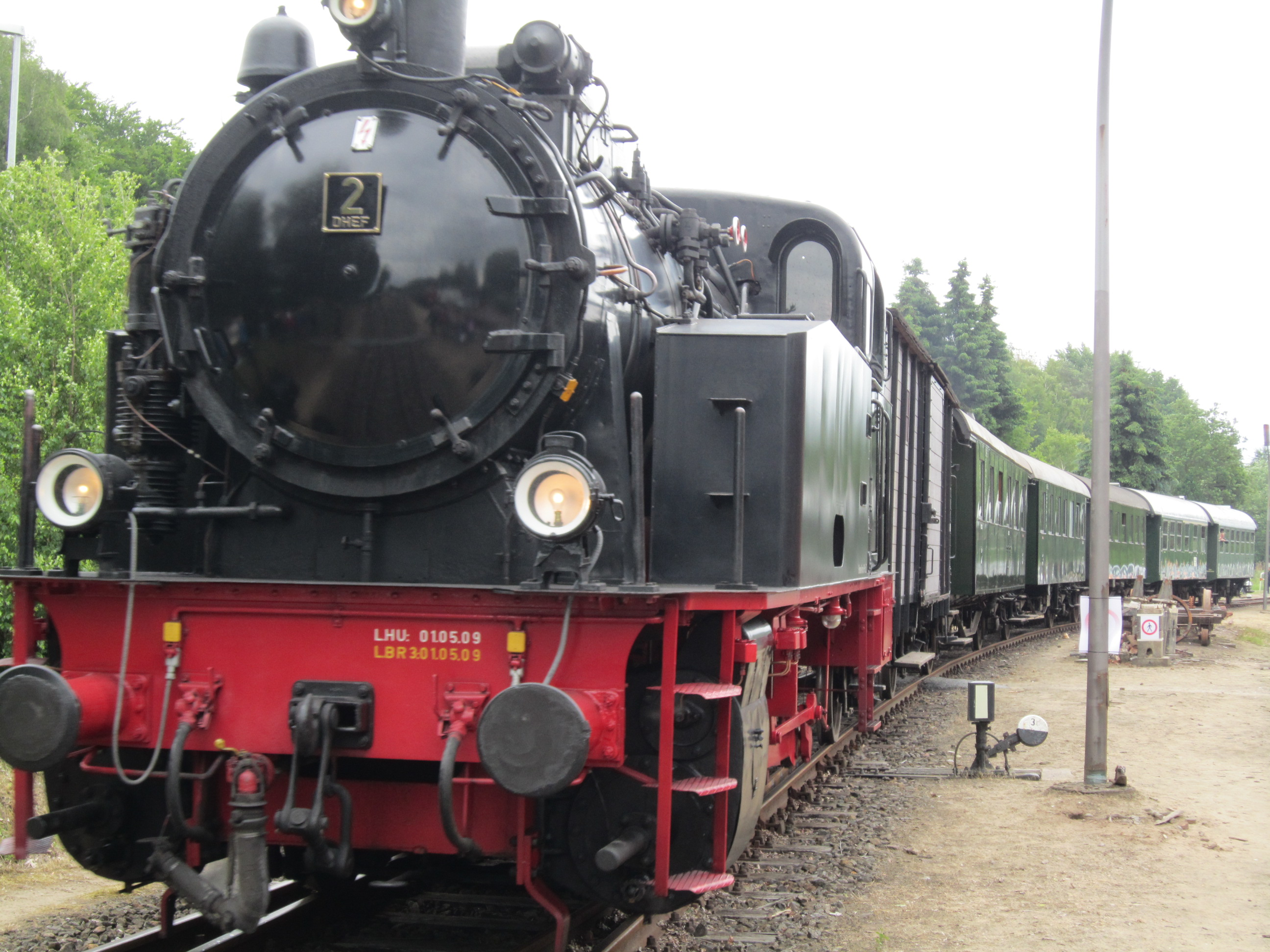
Vereinseigener Dampfzug (gezogen von Lok 2) bei der Einfahrt in den Bahnhof Harpstedt
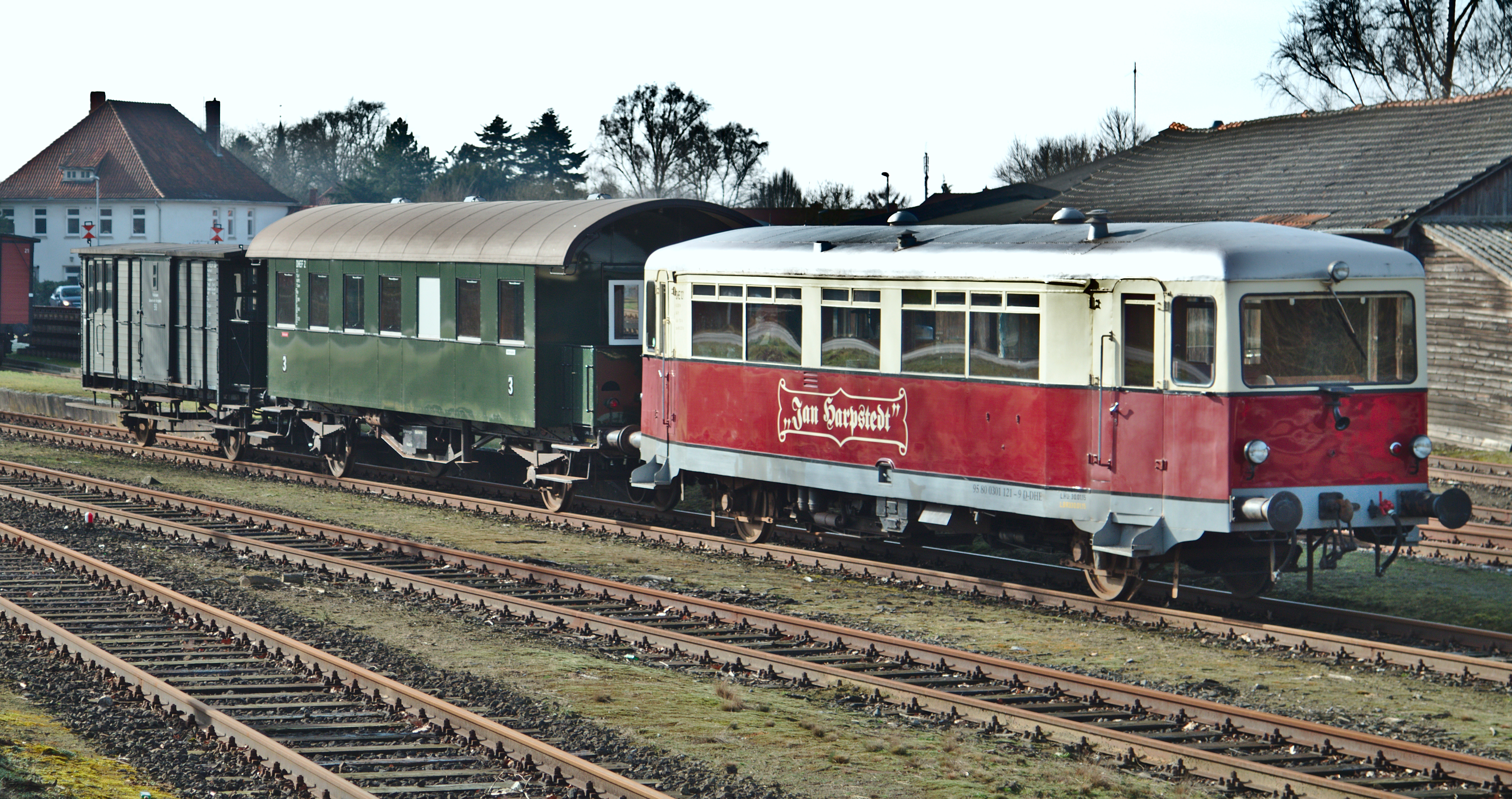
Triebwagen T 121 mit Waggons im Bahnhof Harpstedt
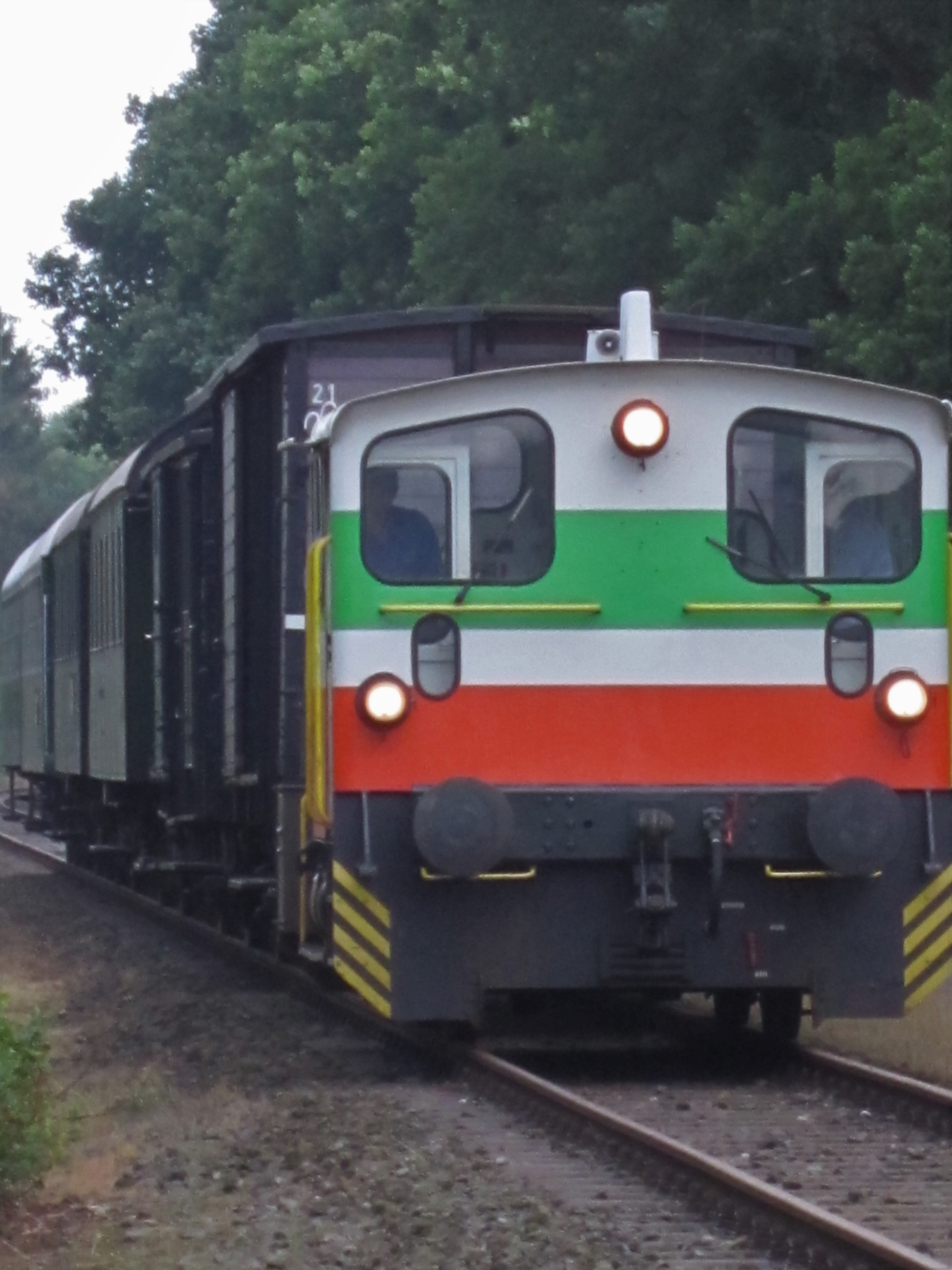
Die Diesellok 10 der DHE zieht den Museumszug zum Haltepunkt Stelle (b Groß Mackenstedt).

## Aktueller Streckenverlauf (2013)

### Anschluss an die Bahnstrecke Bremen–Oldenburg
Die derzeit (2013) vorhandene Strecke beginnt mit einer Abzweigung vom Rangierbahnhof Delmenhorst an der Bahnstrecke Bremen–Oldenburg. Einem leichten Gefälle folgend verläuft die Strecke südlich der Trasse Bremen-Oldenburg parallel zu dieser an zwei Discount-Märkten, wo bei km 1,068 die Anschlussbahn Delmenhorst-Lemwerder nach Norden abzweigt. Die Anschlussbahn wurde im Jahr 2015 stillgelegt. Die Strecke folgt weiter der Trasse Bremen-Oldenburg an der Firma „Neue Arbeit“ (einem ehemals mehrgleisigen kleinen Güterbahnhof) vorbei, wo schon einige Fahrzeuge für die DHEF e. V. hergerichtet wurden, und nimmt dann in Höhe des alten Friedhofs und der Fischstraße eine Linkskurve, um die Bremer Straße zu kreuzen und in den Güterbahnhof Delmenhorst Süd mit dem anliegenden Betriebsgelände des Corbion-Werkes (ehemals BakeMark, ehemals Meistermarken) zu münden und verzweigt sich auf insgesamt drei Gleise. Das östlichste Gleis verläuft direkt an einem Gebäude des Werkes und ist auch überdacht. Es wird zum Verladen der Produkte des Werkes in Kühlwaggons benutzt, die von der DHE mehrmals täglich zur Verladehalle der DACHSER (ehemals DHL, ehemals Danzas, ehemals Federal Express) an der Strecke Annenheide-Adelheide gefahren werden. Ferner dient dieser Gleiskomplex zum Rangieren von Güterwaggons sowie zum Wenden der Dampflok der DHEF e. V.

### Delmenhorst Süd
Noch auf dem Gelände des Corbion-Werkes befindet sich der Bahnsteig des Bahnhofs Delmenhorst Süd bei km 0,950. Ferner wurde hier auch rechts der Strecke ein Fahrkartenschalter der DHEF e. V. im Stile des ehemaligen Schrankenwärterhäuschens gebaut (dieses diente bis zum Abbruch den Eisenbahnfreunden als Fahrkartenausgabe, es folgten zwei weitere Bauten). Unmittelbar danach kreuzt die Strecke die Grüne Straße und läuft weiter nach Süden an der Garten- und Brennstoffhandlung „Nolte“ vorbei, wo auch noch bis Ende 2015 ein kurzes Stumpfgleis abzweigte.
In Höhe des Uferweges überquert sie den Hoyersgraben und kreuzt kurz darauf die Straße Klosterdamm.

### Hasporterdamm
Danach folgt die Haltestelle Hasporterdamm, der erste Bahnsteig dient den aus Harpstedt kommenden Zügen der DHEF e. V. zum Halt. Unmittelbar folgt der mit Halbschranken gesicherte Bahnübergang über die Straße „Hasporter Damm“ und der Bahnsteig für die nach Harpstedt fahrenden Züge. Weiter verläuft die Strecke am rechts liegenden Atlas-Stadion und am links liegenden Gelände des ehemaligen Bauhofs der Stadt Delmenhorst, der auch mal einen Gleisanschluss hatte und auf dem sich jetzt (2013) ein Einkaufszentrum befindet, vorbei. Weiter kreuzt die Strecke die Straße „Am Stadion“ und verläuft weiter parallel zur Thorner Straße, wo sie bei km 2,800 die Bundesautobahn 28 unterquert. Nach einer Linkskurve überquert die Strecke im „Affenkäfig“ den Wasserlauf Annenriede und läuft auf den Bahnhof Annenheide zu.

### Annenheide
Kurz vor dem Bahnübergang über die Annenheider Straße zweigt die Strecke nach Adelheide und zur Kaserne ab. Hinter dem Bahnübergang liegt bei km 3,800 der Bahnhof Annenheide mit dem original erhaltenen Bahnhofsgebäude, dem Bahnsteig und der Ladestraße die bis heute noch gelegentlich für Verladungen  benutzt wird. Die Gleisanlagen verzweigen sich hier auf insgesamt drei Gleise, die zum Rangieren und Wenden benutzt werden, sowie häufig zum Abstellen von Güterwaggons. Darüber hinaus zweigte hier bis Mai 2019 auch ein Nebengleis zur Wellpappe- und Papierfabrik „Klingele“ ab, von dem es früher sogar zwei gab, jedoch ist eine Weiche schon deutlich früher abgebaut worden, die Gleisanlagen auf dem Werksgelände wurden im Herbst 2017 abgebaut. Weiter verläuft die Strecke Richtung „Steller Heide“ an der links liegenden Holzhandlung Poppe (ehemals Algostat) vorbei, die ebenfalls einen Gleisanschluss hatte. Auch hier ist die Weiche längst abgebaut. Bei km 4,650 zweigte nach rechts das 2012 abgebaute Anschlussgleis zum Abfallverwertungsunternehmen Veolia Umweltservice Nord-West GmbH (Ehemals Hadler bzw. Cleanaway bzw. Sulo) ab, bei dem eine Verladung des Hausmülls in Container und mehrmals wöchentlich ein Abtransport per Bahn nach Sande erfolgte. Kurz darauf folgte bei km 4,675 eine Abzweigung nach links zur Firma Wollert GmbH, die ebenfalls Ende 2015 abgebaut wurde.
Weiter auf der Strecke liegt bei km 4,915 eine Brücke über den „Wasserzug am Albertushof“ sowie bei km 5,015 eine weitere Brücke über den Dünsener Bach, der bis 1946 die Grenze zwischen Oldenburg und Preußen bildete.

### Stelle (b Groß Mackenstedt)
Über die Steller Heide verlaufend, kommt bei km 6,550 der Haltepunkt Stelle (b Groß Mackenstedt), linksseitig folgt dann der Steller See und bei km 7,475 die Unterquerung der Bundesautobahn 1.

### Groß Mackenstedt
Weiter durchquert die Strecke das Gewerbegebiet Groß Mackenstedt und erreicht bei km 8,600 den Bahnhof Groß Mackenstedt. Vor dem Bahnhof teilt sich die Strecke in zwei Gleise auf, von denen eins mit Laderampen der Firma FIT (Fenster und Industrieböden-Technik) versehen ist, die Gleise vereinen sich wieder in Höhe des ehemaligen Stationsgebäudes, das heute privat bewohnt wird. Die Strecke verläuft weiter nach Süden und kreuzt bei km 8,900 die Kreisstraße K110.

### Heiligenrode
Weiter passiert die Strecke linksseitig das Betriebsgelände der Firma „Moderne Bauelemente“ und mündet bei km 10,165 in den dreigleisigen Gleiskomplex des Bahnhofs in Heiligenrode. Diese Gleise werden ebenfalls noch oft zum Abstellen von Güterwaggons benutzt.
Bei km 10,470 liegt der Bahnhof Heiligenrode mit dem erhaltenen Bahnhofsgebäude, das jetzt eine Gaststätte beinhaltet. Weiter verläuft die Strecke nach Südwesten und kreuzt erneut die Kreisstraße K110 bei km 10,900.

### Kirchseelte
Bei km 13,915 liegt der Bahnhof Kirchseelte, dessen Stationsgebäude im alten Stil erhalten ist und privat bewohnt wird.

### Groß Ippener
Nach einer Steigung wird bei km 17,275 der Haltepunkt Groß Ippener erreicht. Von den einst umfangreichen Bahnhofsanlagen ist nur noch das Stationsgebäude erhalten geblieben, das privat bewohnt wird. Sämtliche weiteren Gleisanlagen sind abgebaut, so dass nur noch die Trapeztafeln an den ehemaligen Bahnhof erinnern.

### Dünsen
Weiter verläuft die Strecke durch den Dünsener Forst parallel zur Straße „Langes Tal“ und bewältigt hier nochmal eine kleine Steigung, um bei km 20,050 den Haltepunkt Dünsen zu erreichen. Hier steht das im zeitgenössischen Stil erhaltene Gebäude des Bahnhofsrestaurants und Hotels „Waldfrieden“, das heute das „Landhotel Rogge Dünsen“ beinhaltet. Sämtliche Weichen sind abgebaut, so dass nur noch die Trapeztafeln an den ehemaligen Bahnhof erinnern.

### Harpstedt
Die Strecke endet auf dem Betriebsgelände der DHE bei km 22,500. Neben dem neu errichteten Verwaltungsgebäude – das alte historische Bahnhofsgebäude wurde 2004 abgerissen – befinden sich hier zwei Bahnsteige sowie einige Laderampen. Ferner ist hier noch der alte Lokschuppen vorhanden, der bis heute als Lokomotiv- und LKW-Werkstatt benutzt wird, sowie die neue Fahrzeughalle der DHEF e. V. Darüber hinaus zweigt noch ein Gleis zur Raiffeisen-Warengenossenschaft ab, die durch die DHE mit Dünger beliefert wird. Weiterhin werden in Harpstedt komplette Holzzüge beladen. Die Züge bestehen in der Regel aus 20 privaten Doppel-Wagen mit einer Zuglänge von ca. 560 m und einem Zuggewicht von ca. 1600 t. Empfänger der Züge ist das Werk der Zellstoff Stendal Holz GmbH in Arneburg-Niedergörne. Bei Einsatz von Diesellokomotiven (in der Regel Blue Tiger oder Baureihe 216) übernehmen Fremd-EVU die Traktion auch auf der DHE-Strecke, während die DHE die erforderlichen Rangierleistungen im Bahnhof Harpstedt mit eigenen Fahrzeugen übernimmt.

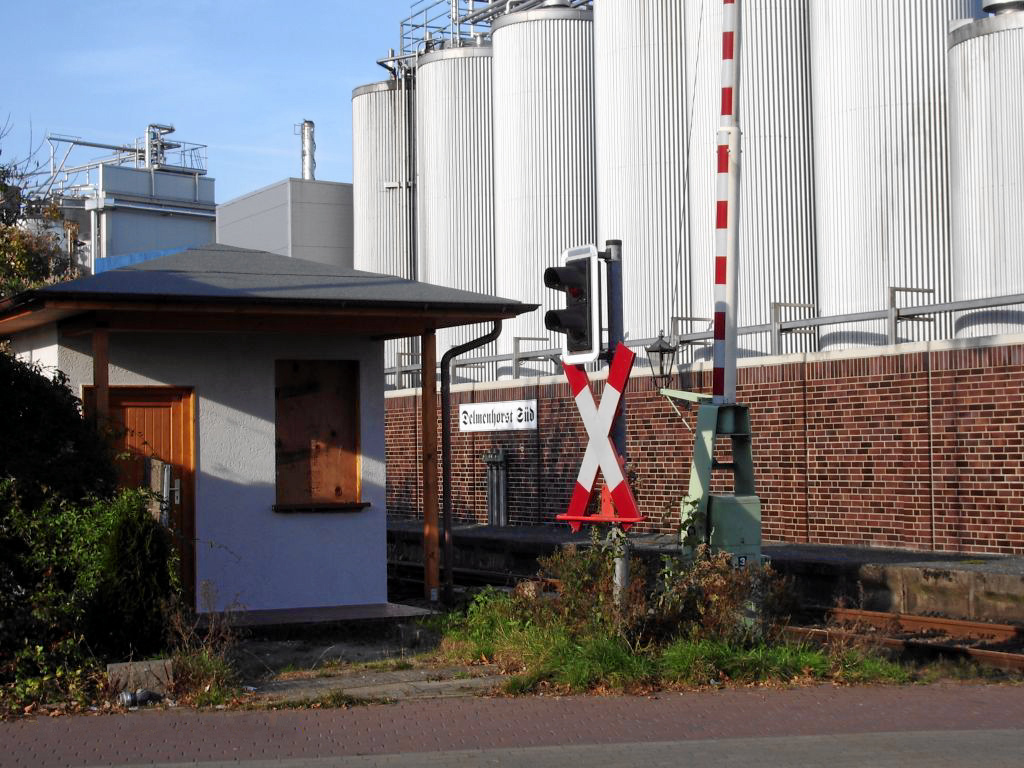
Bahnsteig Delmenhorst Süd an der Grünen Straße
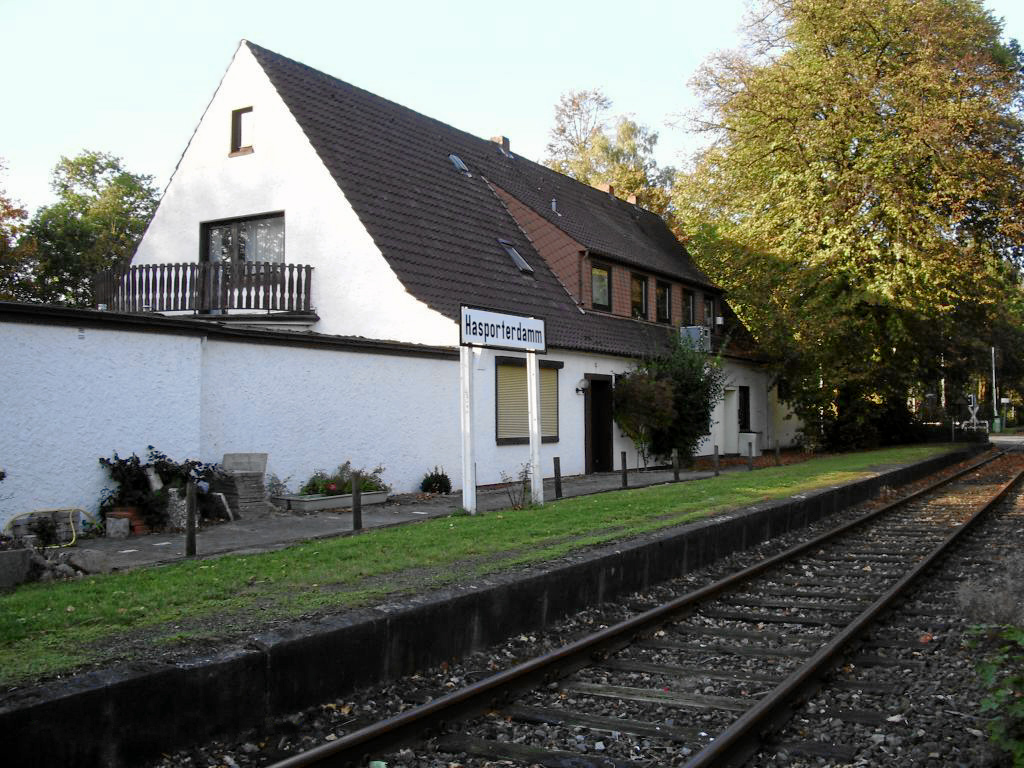
Haltestelle Hasporterdamm mit Bahnhofsgaststätte „Jan Harpstedt“
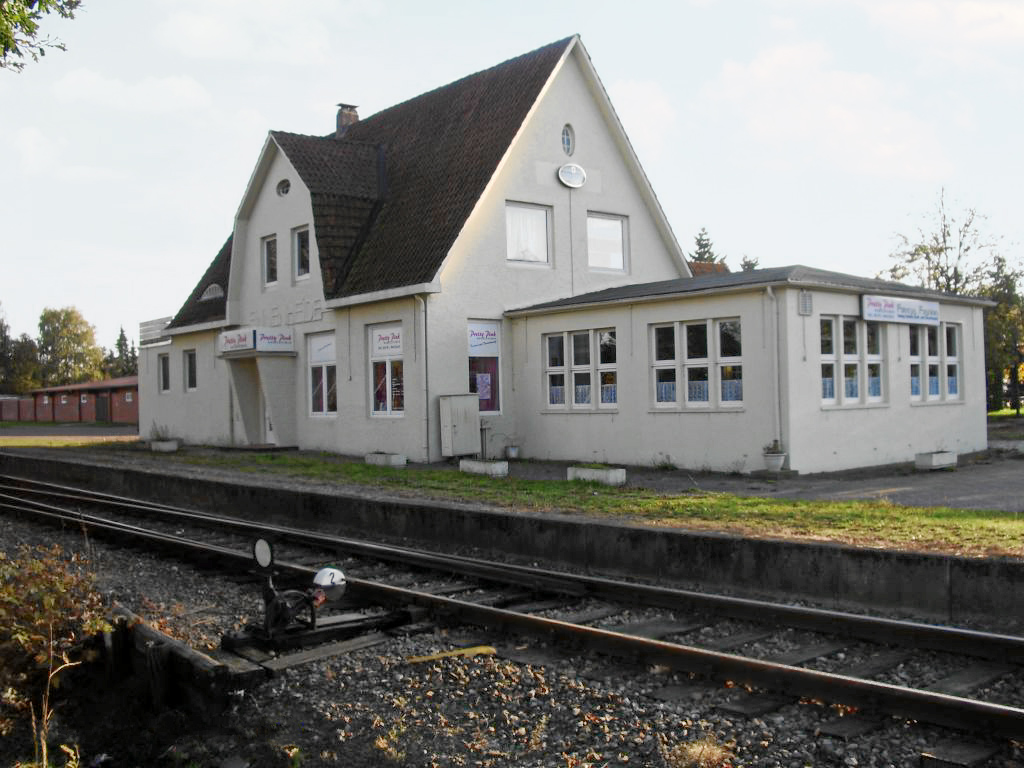
Bahnhofsgebäude in Annenheide
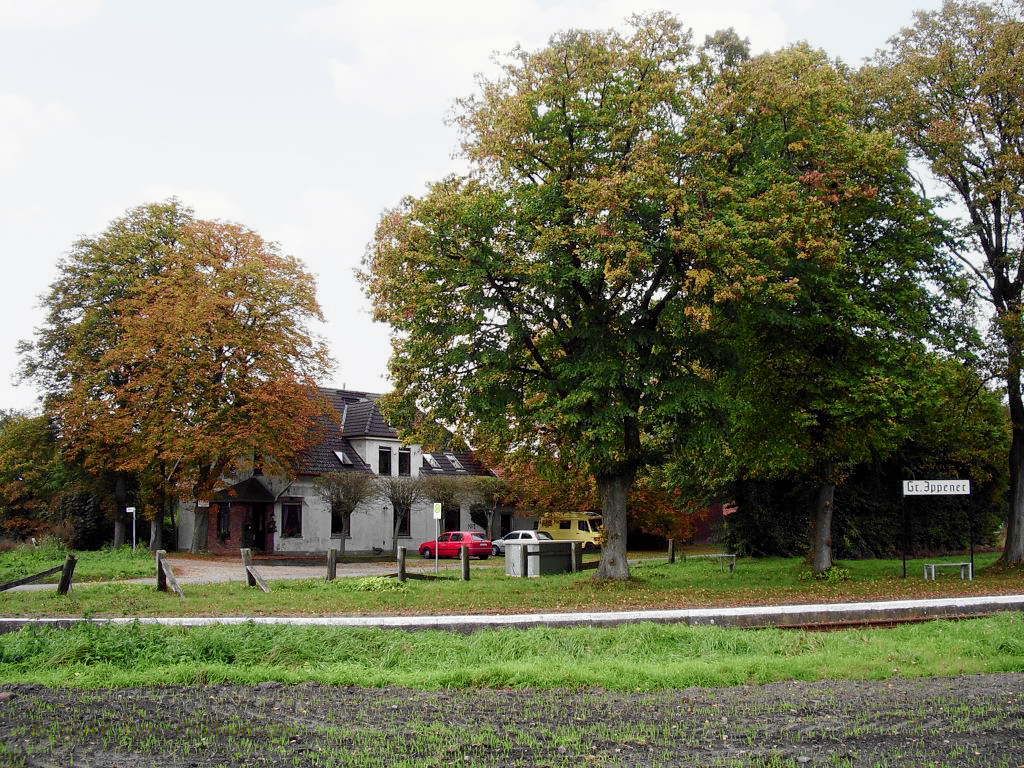
Haltestelle in Groß Ippener mit ehemaligem Gasthof im Hintergrund
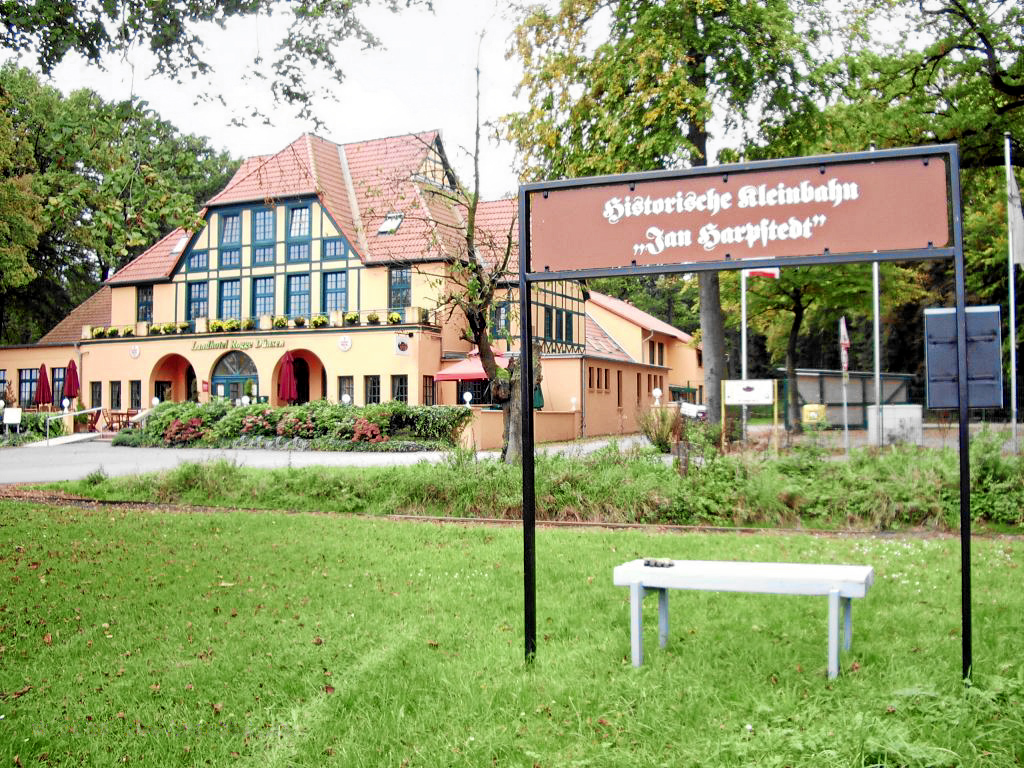
Landhotel Rogge an der Haltestelle Dünsen
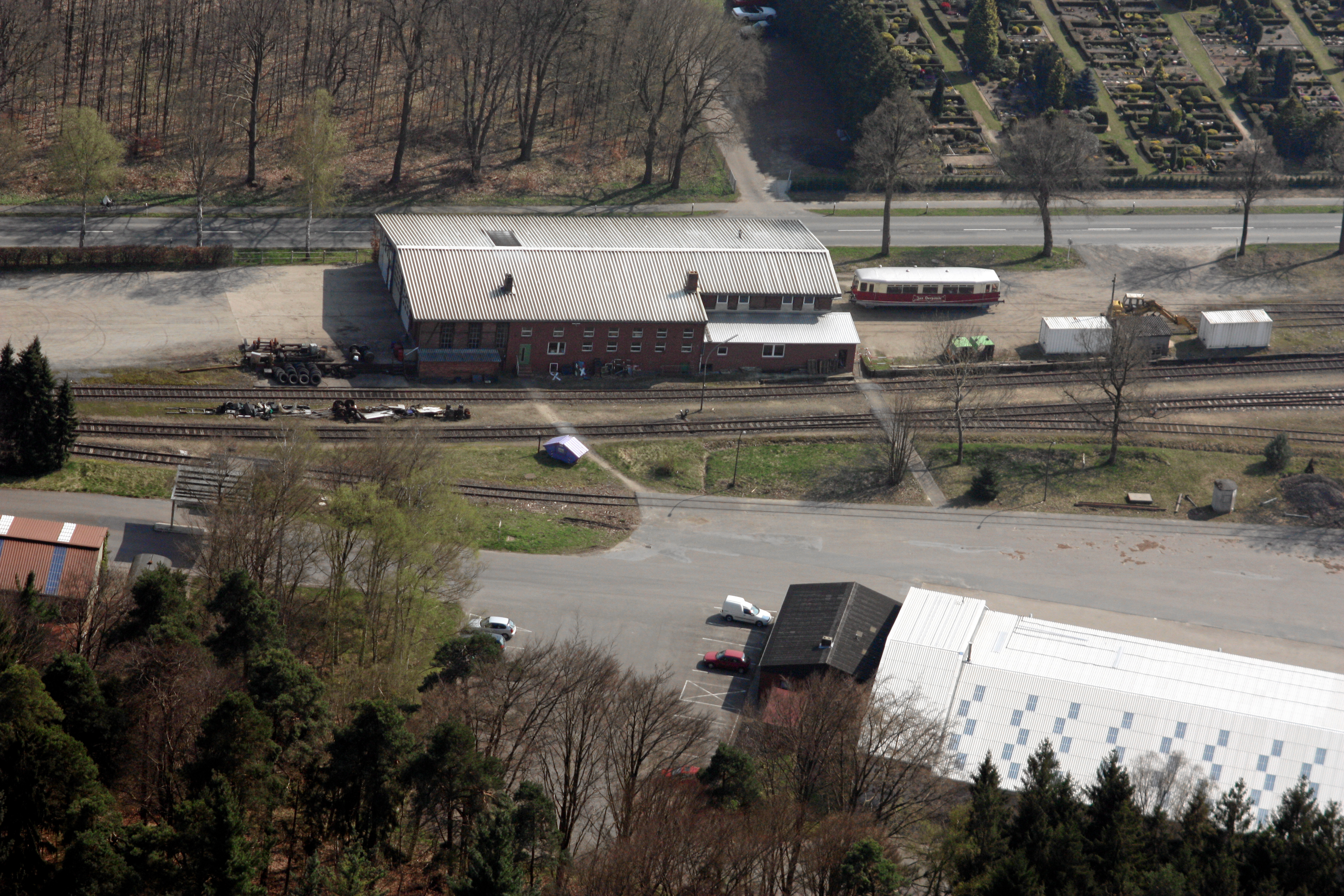
Bahnhof Harpstedt aus der Luft
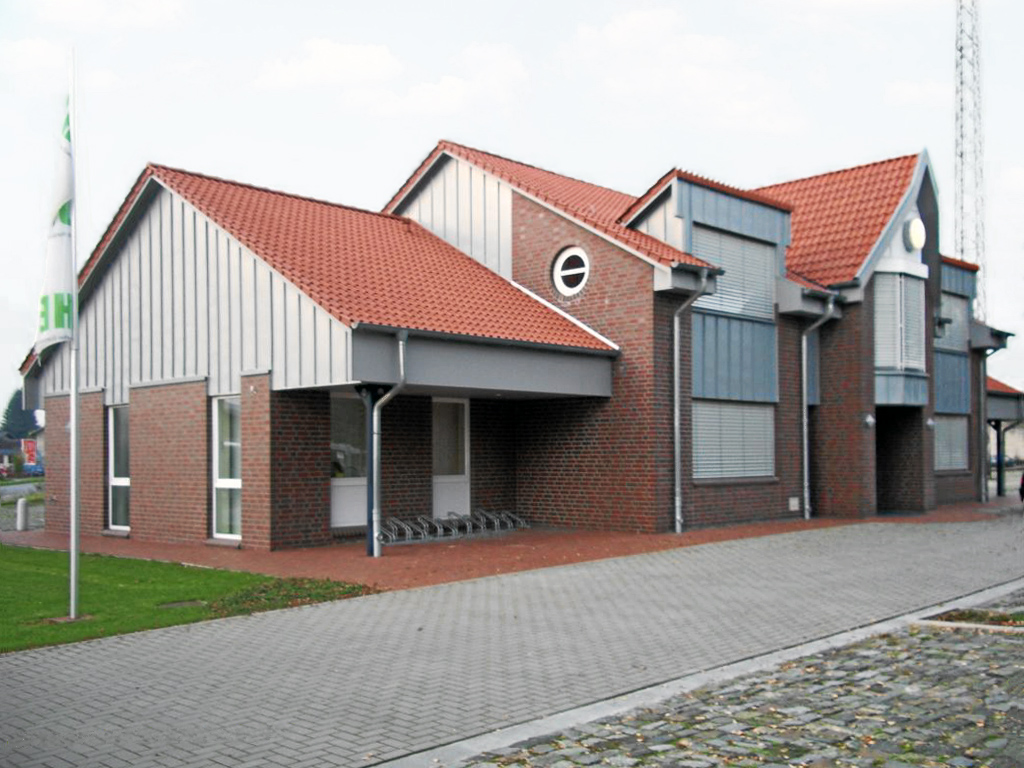
Neues Verwaltungsgebäude in Harpstedt

## Historischer Streckenverlauf
Seit Gründung der „Kleinbahn Delmenhorst-Harpstedt“ und Verlegung und Eröffnung der Strecke im Jahr 1912 ereigneten sich zahlreiche Veränderung an den einzelnen Streckenabschnitten und Stationen.
Delmenhorster Innenstadt:
Vor der Hochlegung der Trasse Bremen-Oldenburg zweigte die Strecke Delmenhorst-Harpstedt bis 30. November 1970 direkt im Delmenhorster Hauptbahnhof ab. Dazu diente ein eigener Bahnsteig am damaligen Gleis 11. Die Strecke passierte die Orthstraße, die damals noch eine Durchgangsstraße war, den Fluss Delme, die Fischstr. und die Bremer Straße, um in den Bahnhof Delmenhorst Süd direkt am Werksgelände der damaligen Margarinefabrik Meistermarken-Werke (ehemals Blauband, heute BakeMark) zu münden. Unterwegs folgte noch ein Gleisanschluss zum damaligen Gaswerk.
Ab 1971 wurde die Trasse Bremen-Oldenburg im Bereich Delmenhorst hochgelegt, so dass der Anschluss der Strecke nach Harpstedt im Hauptbahnhof am 1. Dezember 1970 aufgegeben wurde. Dieser war auch nicht mehr erforderlich, da der Personenverkehr bereits am 23. September 1967 endgültig aufgegeben wurde und Güterzüge bis dahin immer in Delmenhorst Hbf umsetzen mussten. Daher verlief die Strecke nun von Delmenhorst Süd aus gesehen in einer Rechtskurve über die Bremer Straße und die Fischstr. über einen ehemaligen Friedhof, der zuvor umgesetzt worden war. Der ehemalige Streckenverlauf zum Hauptbahnhof wurde durch die neu angelegte Verlängerung der Wittekindstraße ersetzt.
Weiter verlief die Strecke dann wie gewohnt nach Osten parallel zur Trasse Bremen-Oldenburg und mündete in den damaligen Güterbahnhof Delmenhorst. Dieser erstreckte sich über die heutigen Grundstücke der Firma „Neue Arbeit“ und der beiden Discountmärkte an der Bremer Straße zwischen der Nordenhamer Straße und der Asternstraße, wo sich ein Schrottplatz und der Rangierbahnhof Delmenhorst mit seinem Betriebswerk anschloss. Von diesen Anlagen ist nichts mehr übrig geblieben, lediglich ein paar alte Laderampen und ein Prellbock im Garten eines Privatgrundstückes in der Nähe der Fa. Neue Arbeit, sowie der noch mehrspurige und mit Vollschranken gesicherte, jedoch nicht mehr benutzte Bahnübergang in Höhe der Asternstraße und die dahinter liegenden Laderampen zeugen von dieser Zeit.
Im Güterbahnhof Delmenhorst zweigte auch die Strecke nach Lemwerder sowie einige Anschlussgleise der Nordwolle (Norddeutsche Kammgarnspinnerei) ab. Da diese Abzweigung jedoch südlich der Trasse Bremen-Oldenburg erfolgte, ergaben sich zwangsläufig einige Unterführungen, die bis heute vorhanden sind.

Aus ebendiesem Umstand, dass die Strecke nach Harpstedt vor Hochlegung der Trasse Bremen-Oldenburg direkt im alten Delmenhorster Hauptbahnhof abzweigte und erst ab 1970 verlegt wurde, ergibt sich der Wechsel in der Kilometrierung.
Delmenhorst Süd:
Auf dem Bahnhofsgelände befanden sich bis 1991 umfangreiche Gleisanlagen mit bis zu vier Parallelgleisen, einer eigenen Ladestraße, Anschlussgleise für die Meistermarken-Werke samt eigener Gleiswaage sowie einem weiteren Gleis zur Güterabfertigung der DHE und zum Kohleschuppen der Firma Nolte. Dieses Gleis kreuzte ebenfalls noch die Grüne Straße, war aber nicht besonders gesichert und ragte ein kurzes Stück ins Firmengelände Nolte ein. Obwohl schon längst nicht mehr benutzt, blieb ein Rest davon in der Fahrbahn noch bis Mitte der 1990er Jahre bestehen und wurde erst beim Auflegen eines neuen Fahrbahnbelages entfernt. Der eigentliche Bahnübergang über die Grüne Straße war damals noch zweigleisig ausgeführt und schon mit Vollschranken gesichert, die vom Schrankenwärterhaus bedient wurden. Dieses Haus diente später der DHEF e. V. als Fahrkartenschalter, ist jedoch auch schon längst abgerissen.
Die Gleise und das Gelände wurden seit dem erheblich ab- und umgebaut, so dass als einziges Relikt ein kurzes Stumpfgleis übriggeblieben ist, das bei km 1,060 abzweigt und kurz vor dem Bahnübergang endet.
Hasporterdamm:
Am Hasporterdamm war früher der Bauhof der Stadt Delmenhorst angesiedelt, der über einen beidseitigen Gleisanschluss an die Strecke verfügte. Diese Gleisanlagen sind jedoch längst abgebaut und auch die Gebäude des Bauhofs wurden 2006 abgerissen. Auf dem Gelände entstand ein Einkaufszentrum. Das Handstellgewicht einer der abgebauten Weichen ziert den Vorgarten der Bahnhofsgaststätte „Jan Harpstedt“ am Hasporter Damm.
Annenheide:
Die Gleisanlagen in Annenheide sind seit jeher erhalten geblieben. Ab 1934 erfolgte hier der Anschluss bei km 3,740 nach Adelheide zum damaligen Flugplatz und jetzigen Bundeswehr-Kaserne. Dieses Gleis wird regelmäßig benutzt, um mehrmals täglich die Lebensmittel-Produktion aus Delmenhorst Süd zum DACHSER-Lager (ehemals DHL, bzw. Danzas bzw. Federal Express) zu bringen. Ferner erfolgen hier regelmäßige Lieferungen von chemischen Erzeugnissen an die Firma Additiv Chemie Luers (ehemals Chemie KG, ehemals Annen-Chemie) sowie gelegentliche Bundeswehr-Transporte von Fahrzeugen und Gerät. Die bis in die 1980er Jahre existenten Gleisanschlüsse zur Delmenhorster Korkfabrik und zum Landmaschinenhändler Rowedder wurden zwischenzeitlich zurückgebaut. Das Lager einer ehemaligen Möbelspedition (Movex) wurde von DHL als Außenlager angemietet und wird seit 2012 wieder über ein Anschlussgleis von der DHE bedient.
In Annenheide sind das Bahnhofsgebäude und der Bahnsteig erhalten. Im ehemaligen Bahnhofgebäude waren mehrere Gaststätten und Restaurants untergebracht sowie neuerdings ein Kosmetikstudio. Die Ladestraße ist ebenfalls noch vorhanden, auch wenn sie langsam verfällt. Die Wellpappefabrik Klingele hat hier noch ein Anschlussgleis, das jedoch nicht mehr bedient wird. Ein weiterer Anschluss wurde Mitte der 1990er Jahre abgebaut; das Schotterbett, das Werkstor sowie die Gleisanlagen auf dem Werksgelände sind jedoch weiter vorhanden.
Weiter südlich hatte auch die Holzhandlung Poppe einen Gleisanschluss. Dieser ist jedoch auch schon seit längerem abgebaut, es lassen sich noch Reste des Schotterbetts nachweisen. Die abgebaute Weiche und die Gleise liegen direkt neben der Strecke und sind mittlerweile von stattlichem Brombeer-Bewuchs überdeckt. Ein Prellbock auf dem Firmenplatz wurde Anfang 2007 abgebaut.
Weiter zweigt nach rechts das Anschlussgleis der Müllverwertungsfirma ADG (Abfallwirtschaft Delmenhorst GmbH. ehemals Hadler) ab, das mehrmals die Woche bedient wird und über das in Container verladener Hausmüll nach Sande verfrachtet wird. Kurz darauf zweigt nach links das Gleis zur Firma Wollert ab, das jedoch ebenfalls nicht mehr bedient wird.
Groß Mackenstedt:
Ursprünglich waren im Bahnhof Groß Mackenstedt drei Gleise vorhanden, ein Überholgleis wurde abgebaut.
Bürstel:

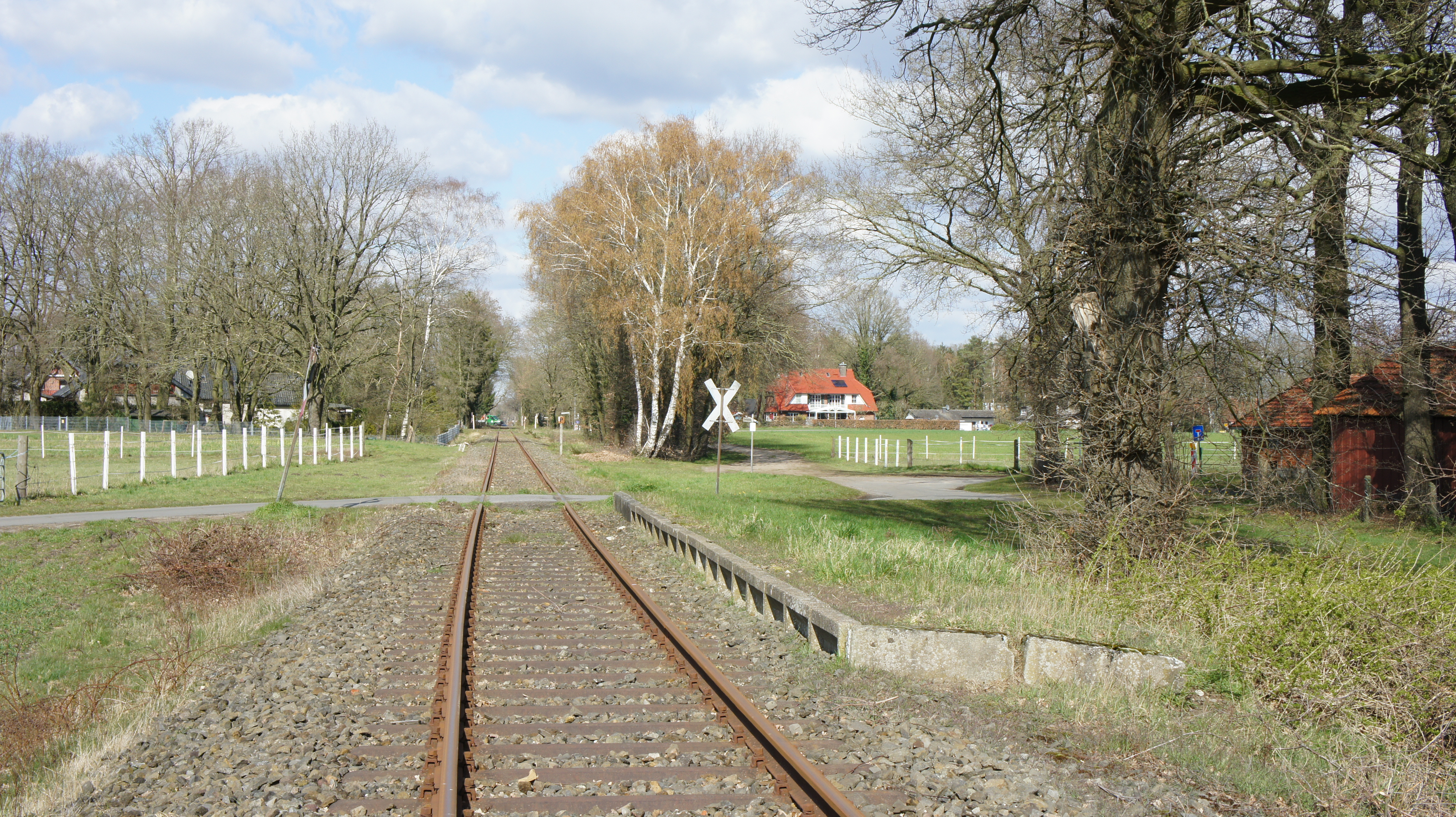
Bahnsteig am Gerdshüttenweg in Bürstel (2020)

In der Ortschaft Bürstel befindet sich am Gerdshütteweg ein (mittlerweile verfallener) Bahnsteig zwischen km 12,4 und 12,5. Dieser diente in früherer Zeit überwiegend für die An- und Abreise der Gäste des nahe gelegenen Schullandheims „Gerdshütte“. Selbst von den Museumsbahnzügen der DHEF wird dieser Bahnsteig nicht mehr bedient.
Kirchseelte:
Kirchseelte hatte ursprünglich ein beidseitig angebundenes Parallelgleis. In den Jahren 1957/58 war noch ein Anschluss an die Sandgrube Kirchseelte vorhanden. Der abgebaute Sand wurde zur Baustelle in Düsternort transportiert und dort zum Bau der Trasse der B75 (jetzt A28) verwendet. Hier ereignete sich auch in der Nacht vom 25. auf den 26. März 1957 ein schwerer Unfall, als ein aus Delmenhorst zurückkommender leerer Sandzug im Nebel eine Weiche überfuhr und auf einen bereitstehenden vollen Sandzug prallte. Durch die Wucht des Aufpralls wurde das Führerhaus der Dampflokomotive zerdrückt; dabei verstarben der Lokführer sofort, der Heizer, Zugführer und Zugleiter beim Transport ins Krankenhaus bzw. während der Bergungsarbeiten. Das Gleis zur Sandgrube, sowie das Parallelgleis wurden zwischenzeitlich abgebaut. Spuren des Sandabbaus lassen sich aber noch in der Landschaft erkennen.
Groß Ippener:
Auch in Groß Ippener gab es mal einen sehr umfangreichen Bahnhof. Neben einer Ladestraße für Vieh und landwirtschaftliche Erzeugnisse kam ab dem Jahr 1935 das Nebengleis zur Munitionsanstalt (MUNA) in Dünsen hinzu. Die MUNA wurde im Dünsener Forst errichtet. Auf dem Gelände befanden sich auch nach dem Zweiten Weltkrieg militärische Anlagen. Der Standort ist von weitem gut durch seinen Stahlbetonturm zu erkennen. Auf dem Gelände der Muna waren wehrmachtseigene Diesellokomotiven tätig, da diese im Gegensatz zu Dampflokomotiven mit ihren Dampf- und Rauchschwaden aus der Luft nur schwer auszumachen waren. Eine der Lokomotiven wurde nach dem Krieg von der DHE übernommen und zuletzt von den DHEF e. V. als Lok 222 betrieben. Aufgearbeitet von der „Neuen Arbeit“ ist sie betriebsfähig. Das Anschlussgleis zur MUNA wurde in den 1950er-Jahren abgebaut. Insgesamt waren in Groß Ippener neben dem Streckengleis und einem Überholgleis noch ein Ladegleis vorhanden, das später (Mitte der 1960er Jahre) sogar zum Verladen von Knochen und Schlachtabfällen verwendet wurde. Dieser Umstand sorgte durch seine erbärmliche Geruchsbelästigung für solches Aufsehen, dass das Stück, wo der sogenannte „Knochenwagen“ abgestellt war, überdacht wurde, um die Sonneneinstrahlung und somit die Geruchsentwicklung einzudämmen. Sämtliche Anlagen sind heute abgebaut; es sind nur das alte Agenturgebäude und der Bahnsteig vorhanden.
Dünsen
Auch in Dünsen gab es ein beidseitig angebundenes Überholgleis, das jedoch auch abgebaut ist. Lediglich ein verbreitertes Schotterbett am Ende des Bahnsteiges lässt die Lage der Weiche vermuten. Auch der damals aufgrund des starken Ausflugsverkehrs 140 m lange Bahnsteig wurde wieder zurückgebaut.
Auch wenn das stattliche Gebäude des Landhotels Rogge Dünsen den Anschein erweckt und die Reisenden sich damals sicher dort aufgehalten hatten, war es niemals das offizielle Bahnhofsgebäude in Dünsen. Zu diesem Zwecke gab es ein kleines Stationshaus, das jedoch im Krieg zerstört wurde.

## Fahrzeugpark der DHE (2020)
Lokomotiven

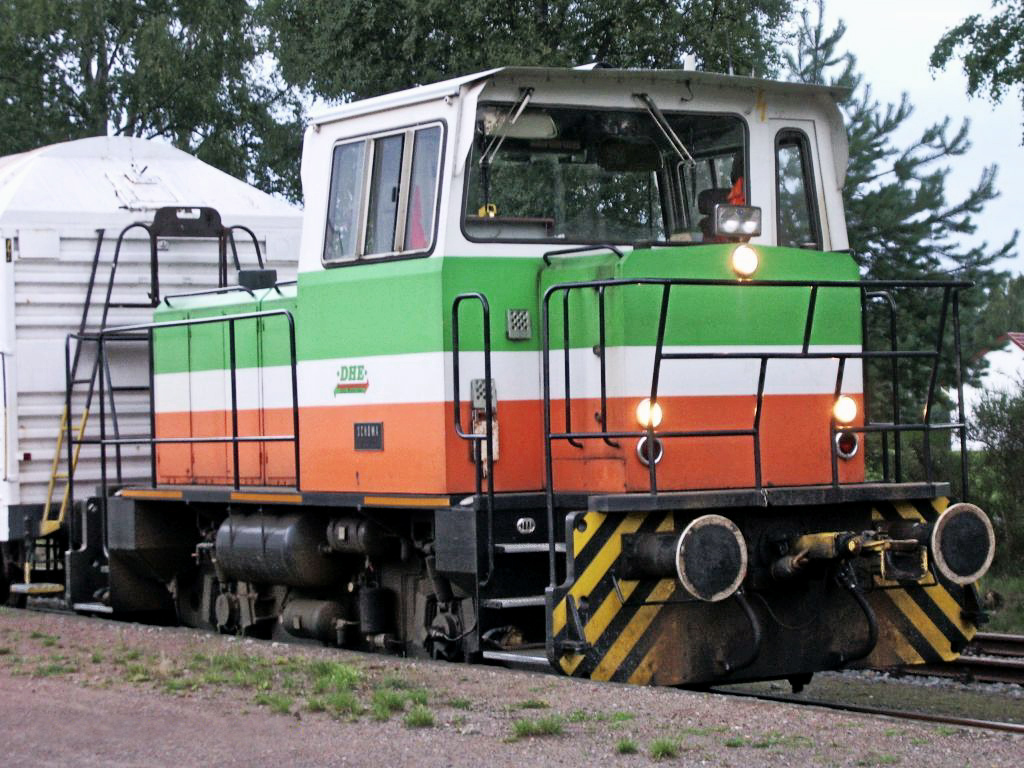
Lok 9 beim Rangierbetrieb in Annenheide (2005)

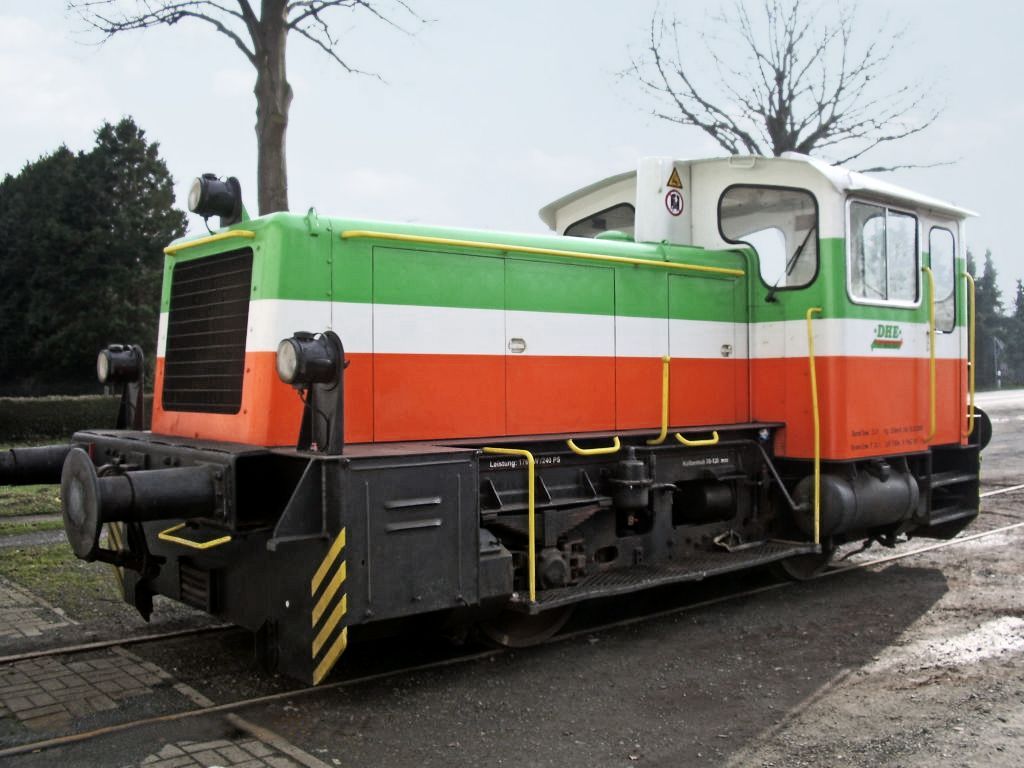
Lok 10 in Harpstedt (2007)

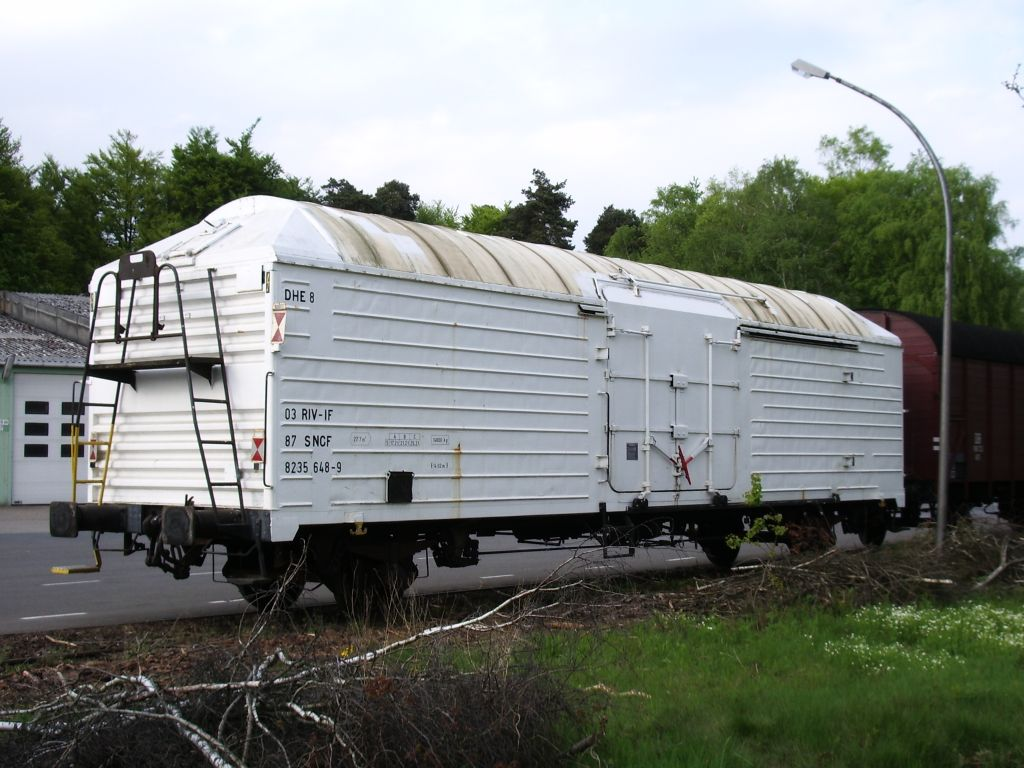
Kühlwagen Nr. 8 in Harpstedt (2005)

Derzeit betreibt die DHE zwei Diesellokomotiven, die in den repräsentativen Firmenfarben „grün-weiß-orange (Elfenbeinküste)“ gestrichen sind und mit denen der gesamte Güterverkehr auf der Strecke abgewickelt wird.
- „Lok 9“ (V9), eine 1991 gebaute und neu angeschaffte Schöma CFL-250 DV-R 5173 mit 40 Tonnen und 400 PS. Diese ist mit einer Funkfernsteuerung sowie einer Rangierkupplung und für Überlandfahrten auf Sicht mit einem zusätzlichen Scheinwerfer ausgestattet.
- „Lok 10“ (V10), eine 1963 gebaute Gmeinder 5266 mit 240 PS und 23 Tonnen. Diese war zuvor bei der DB als Köf 11028 (332 028) bis 20. Dezember 1998 im Dienst. Ab 1999 war sie bei der Mittelweserbahn als MWB V245 im Dienst und wurde im November 2003 von der DHE übernommen.

Triebwagen
Der Triebwagen T 121, 1940 bei WUMAG gebaut, wurde als Reserve und für Sonderfahrten vorgehalten und zum 1. Januar 2023 an die Delmenhorst-Harpstedter Eisenbahnfreunde verkauft. Diese wollen ihn aufarbeiten und wieder für Sonderfahrten einsetzen.
Wagen
Die DHE unterhält sieben Kühlwagen, die von Interfrigo übernommen wurden. Weitere zwei vierachsige Kühlwagen wurden im Jahr 2011 beschafft, die nach aufwendiger Aufarbeitung im Jahr 2012 in Betrieb genommen wurden. Diese Waggons dienen zum Transport der Lebensmittel-Erzeugnisse von der Firma Corbion an der Grünen Straße zum Hochregallager der Firma Dachser Delmenhorst GmbH am Brendelweg. Die Waggons verfügen über keine eigenen Kühlaggregate mehr, für den kurzen Transport ist die Isolierung der Waggons sowie die „Eigenkälte“ der Produkte ausreichend. Bei Bedarf kann Trockeneis zugesetzt werden. Die Waggons sind in Zügen zu je drei bzw. vier Waggons zusammengesetzt, so dass immer ein Waggon zur Revision oder sonstigen Wartungsarbeiten herangezogen werden kann. Im Jahr 2010 wurde ein Waggon der Bauart Hbbkks für den Transport von Lademitteln beschafft, die für die Lebensmitteltransporte eingesetzt werden.
Busse und sonstige Kraftfahrzeuge
18 Busse werden im Linienverkehr und zwei Busse im Reiseverkehr eingesetzt.

## Linienbusverkehr der DHE

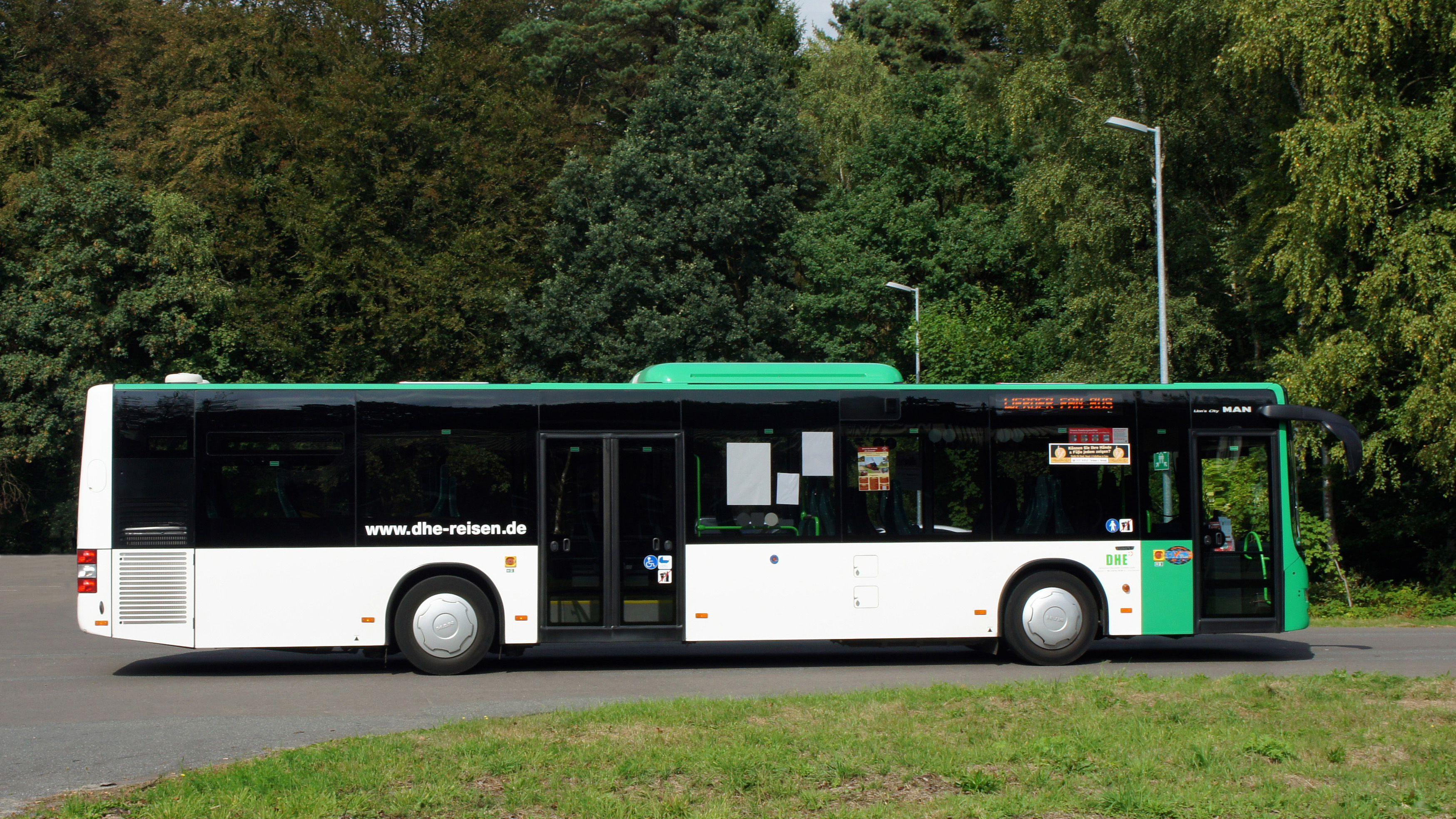
MAN Lion’s City Omnibus der DHE

Seit mehr als 90 Jahren werden Buslinien betrieben. Es werden die Städte Wildeshausen, Delmenhorst und Bremen erreicht.
Auf der Linie 226/227 (Wildeshausen – Bremen) werden seit November 2003 Niederflurbusse eingesetzt. Durch eine niedrige Einstiegshöhe können Kunden, die in ihrer Mobilität eingeschränkt sind, viel leichter in den Bus ein- und aussteigen. Seit September 2005 wird die Linie komplett mit barrierefreien Bussen betrieben.
In Kooperation mit der Weser-Ems Busverkehr GmbH bietet die Delmenhorst-Harpstedter Eisenbahn GmbH unter dem Namen 'Nachteule' auch Discobusverkehre auf den Linien 23 und 24 an.

## Aktuelle Buslinien der DHE
- Linie 226/227: Wildeshausen – Harpstedt – Brinkum – Bremen
- Linie 228: Syke – Bassum – Hollwedel – Harpstedt
- Linie 229: Harpstedt – Adelheide – Delmenhorst
- Linie 230: Kirchseelte – Harpstedt – Wildeshausen
- Linie 231: Hackfeld – Colnrade – Hölingen – Wildeshausen
- Linie 232: Spradau – Holtorf – Beckstedt – Harpstedt
- Linie 233: Holzhausen – Beckeln – Harpstedt – Wildeshausen
- Linie 234: Ortholz – Annen – Harpstedt – Wildeshausen
- Linie 235: Schulenberg – Harpstedt – Wildeshausen
- Linie N23 – Nachteule: Wildeshausen – Ganderkesee – Delmenhorst – Bremen
- Linie N24 – Nachteule: Wildeshausen – Harpstedt – Groß Ippener

## Historischer Fahrzeugpark der DHE
Lokomotiven:
- Lok 1 Baujahr 1911 Borsig Cn2t
- Lok 2 Baujahr 1961 Krupp Ch2t[7]
- Lok 4 Baujahr 1925 Hanomag Cn2t (wurde 1968 an das Museum Buurtspoorweg, Haaksbergen, Niederlande verkauft, bis 1996 betriebsfähig, im Sommer 1987 zu Gast auf der alten Strecke)
- Lok 6 (bis in die 1970er-Jahre als Lok 273 bezeichnet), Baujahr 1956, Henschel DH 360; 1958–1995 bei der DHE, seither im Besitz der DHEF[8][9]
- Lok 7, Baujahr 1955, KHD V6M 436 R; 1980–1990 bei der DHE[10]
- Lok 8, Baujahr 1956, O&K MV 6b; 1989–2004 bei der DHE[11]
- Lok 222 (Kö), seit 1994 im Besitz der DHEF[8]

Triebwagen:
- Wismarer Schienenbus Baujahr 1936, Waggonfabrik Wismar (wurde 1968 an das Museum Buurtspoorweg verkauft, dort seit 2015 wieder betriebsfähig)
- Triebwagen T 172, Baujahr 1927, WUMAG, 1967 an SWEG T 101, dort ca. 1979 ausgemustert